# Adeline Sangnier
Pour les articles homonymes, voir Sangnier.
Adeline Sangnier, née le 10 juin 1986, est une pilote automobile, championne de rallycross.

## Biographie
Adeline Sangnier court avec les hommes dans cette discipline sportive automobile.
Dans la continuité de la voie féminine ouverte par Maïté Poussin, et succédant à Jessica Tarrière, Adeline Sangnier remporte son premier titre national en 2009.
Elle est désormais triple Championne de France Féminin de Rallycross (2009, 2010 et 2011), et lauréate de la Coupe de France des Slaloms Féminin en 2007.

### Sources et références
1. ↑  
« Palméras France Rallycross 2009 », sur MTechnologies, 2009 (consulté le 18 février 2012)
2. ↑  
« Adeline Sangnier », sur D.A. Racing, 2009 (consulté le 18 février 2012)